# La Muralla, Oaxaca
La Muralla är en ort i Mexiko.   Den ligger i kommunen Santo Domingo Nuxaá och delstaten Oaxaca, i den sydöstra delen av landet, 300 km sydost om huvudstaden Mexico City. La Muralla ligger 2 315 meter över havet och antalet invånare är 138.
Terrängen runt La Muralla är kuperad. Runt La Muralla är det ganska glesbefolkat, med 32 invånare per kvadratkilometer. Närmaste större samhälle är San Miguel Peras, 19,7 km söder om La Muralla. I omgivningarna runt La Muralla växer i huvudsak blandskog.